# Langia
Genre
Langia est un genre d'insectes lépidoptères appartenant à la famille des Sphingidae, à la sous-famille des Smerinthinae et à la tribu des Smerinthini .

## Répartition et habitat
Répartition
Asie du sud-est

## Systématique
- Le genre a été décrit par l'entomologiste britannique Frederic Moore en 1872[1].
- L'espèce type pour le genre est Langia zenzeroides

### Taxinomie
Liste des espèces
- Langia tropicus Moulds, 1983
- Langia zenzeroides Moore, 1872